# Chorągiew husarska koronna Stanisława Lanckorońskiego
Chorągiew husarska koronna Stanisława Lanckorońskiego – chorągiew husarska koronna połowy XVII wieku, okresu wojen ze Szwedami, licząca sobie w II kwartale 1656- 88 koni.
Szefem tej chorągwi był hetman polny koronny Stanisław Lanckoroński herbu Zadora.
Chorągiew wzięła udział w bitwie pod Warszawą pod koniec lipca 1656.